# Vertice inter-coreano di aprile 2018
Il vertice inter-coreano del 2018 (Corea del Sud: 2018 년 남북 정상 회담, Corea del Nord: 2018 년 북남 수뇌 상봉) si è svolto il 27 aprile 2018, presso il lato sudcoreano dell'Area di sicurezza congiunta, tra Moon Jae-in, Presidente della Corea del Sud e Kim Jong-un, Capo supremo della Corea del Nord. La prima volta, dalla fine della Guerra di Corea nel 1953, che un leader nordcoreano entra nel territorio del Sud, anche il presidente Moon è entrato per poco tempo nel territorio del Nord. Il vertice è stato il terzo vertice inter-coreano - e il primo in undici anni.
Il vertice si è svolto dopo che le due parti hanno tenuto diverse riunioni in preparazione della partecipazione congiunta alle Olimpiadi invernali del 2018. L'idea inizialmente è stata portata avanti attraverso un invito ufficiale del Nord di condurre un incontro. Il vertice si è concentrato sul programma di armi nucleari della Corea del Nord e sulla denuclearizzazione della penisola coreana. Dopo il vertice è stata firmata la dichiarazione di Panmunjom.

## Agenda
I due alti funzionari del governo coreano hanno tenuto una riunione a livello operativo il 4 aprile 2018 per discutere i dettagli del vertice presso la Casa della pace nella zona demilitarizzata coreana. Si prevedeva che l'agenda includesse la denuclearizzazione, la creazione di pace e il miglioramento delle relazioni inter-coreane a loro reciproco vantaggio. Sebbene oltre 200 ONG richiedessero l'inclusione di questioni relative ai diritti umani nel Primo Ministro del nord e giapponese Shinzō Abe per i suoi cittadini rapiti all'ordine del giorno, questi non sono stati inclusi.

## Incontro

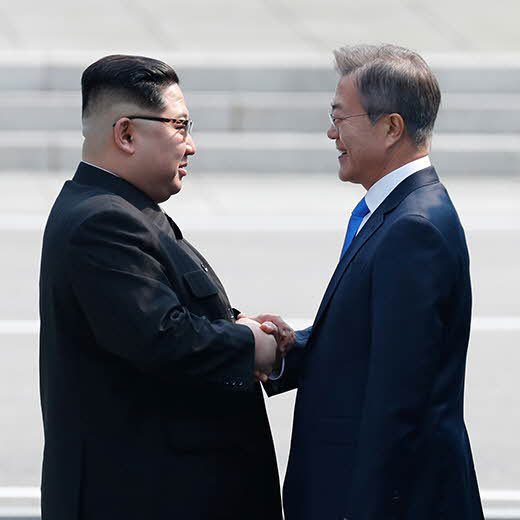
Kim e Moon si stringono la mano in segno di saluto.

La Casa della pace, situata a sud della linea di demarcazione militare nella Panmunjeom, è stata scelta come sede del vertice della Corea del Nord, tra le proposte avanzate dalla Corea del Sud.
I due leader erano accompagnati dai loro coniugi (Ri Sol-ju e Kim Jung-sook), e da una parte dei rappresentanti:
L'incontro è stata la prima visita di un capo nordcoreano nel territorio della DMZ sudcoreana dopo la guerra di Corea.
Questo incontro iniziale dei due capi, che si sono stretti la mano sulla linea di demarcazione, è stato trasmesso in diretta. Moon accettò l'invito di Kim di passare brevemente al lato nord della linea, un momento apparentemente estemporaneo, prima che i due camminassero insieme verso la Casa della pace.
Oltre ai colloqui, i due capi hanno condotto una cerimonia di piantagione di alberi usando terra e acqua da entrambi i lati e partecipato a un banchetto. Molti elementi dell'incontro sono stati espressamente progettati per simbolismo, tra cui un tavolo da riunione ovale che misura 2018 millimetri per rappresentare l'anno.

### Altri partecipanti
I due capi erano accompagnati dalle loro mogli, Kim Jung-sook e Ri Sol-ju, e un certo numero di altre persone erano presenti all'incontro:

### Corea del Nord
- Kim Yong-nam, presidente del Parlamento nordcoreano
- Kim Yo-jong, sorella di Kim Jong-un
- Kim Yong-chol, vicepresidente del Partito del Lavoro di Corea
- Choe Hwi, vicepresidente del Partito del Lavoro di Corea
- Ri Son-gwon, Presidente del Comitato per la Riunificazione Pacifica della Patria
- Ri Myong-su, capo dello stato maggiore dell'esercito popolare coreano
- Ri Yong-ho, ministro degli esteri
- Ri Su-yong, vicepresidente del Partito dei lavoratori della Corea
- Pak Yong-sik, Ministro delle forze armate popolari

### Corea del Sud

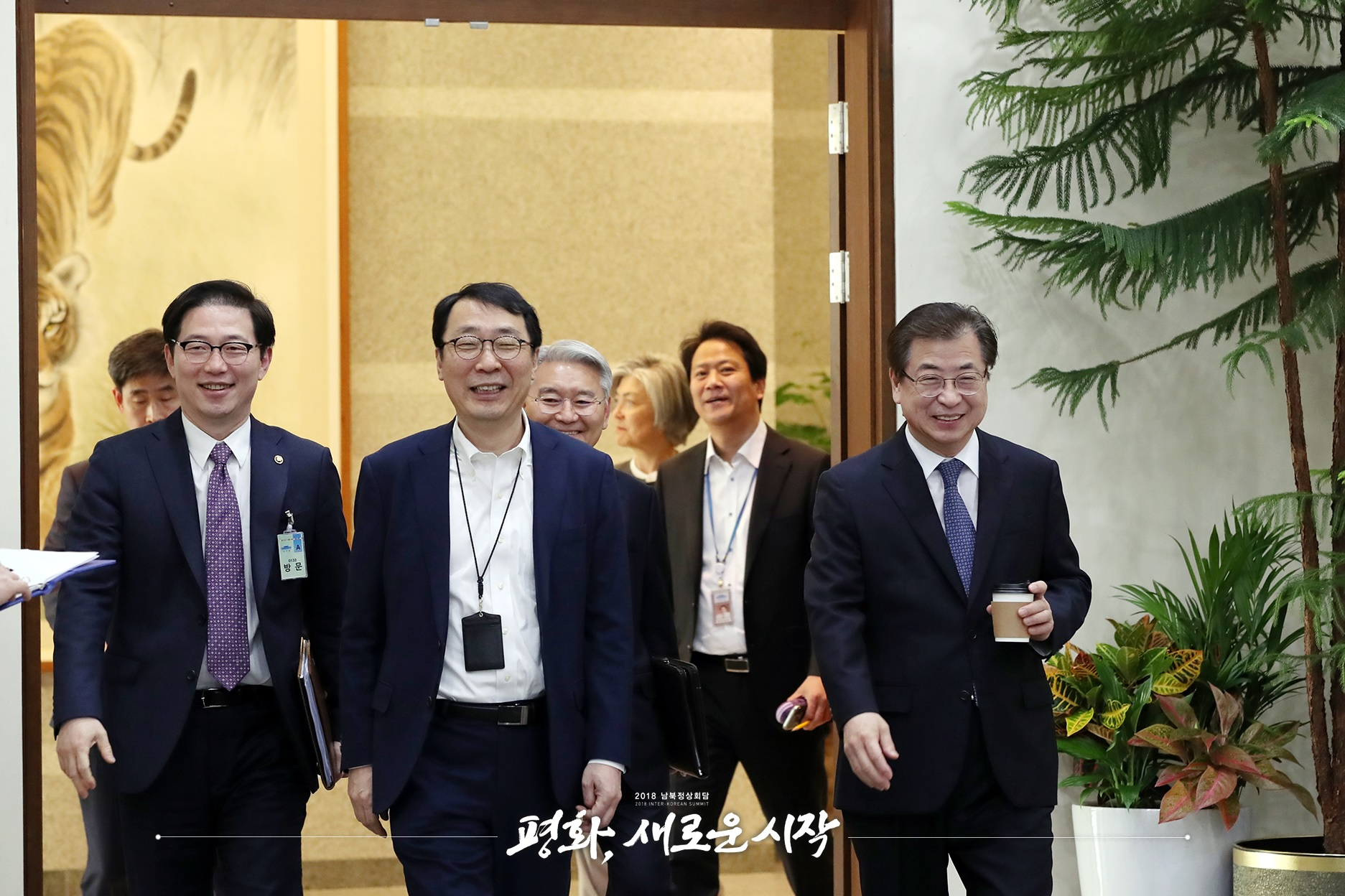
Membri della delegazione sudcoreana

- Chung Eui-yong, direttore dell'ufficio nazionale di sicurezza, equivalente al consulente per la sicurezza nazionale
- Suh Hoon, direttore del National Intelligence Service
- Cho Myoung-gyon, Ministro dell'Unificazione
- Im Jong-seok, capo segretario presidenziale, equivale a capo del personale e presidente del comitato preparatorio al vertice della Corea del Sud
- Song Young-moo, ministro della difesa nazionale
- Kang Kyung-wha, ministro degli affari esteri
- Jeong Kyeong-doo, Presidente del Joint Chiefs of Staff

## Dessert Dokdo e reclami culinari giapponesi

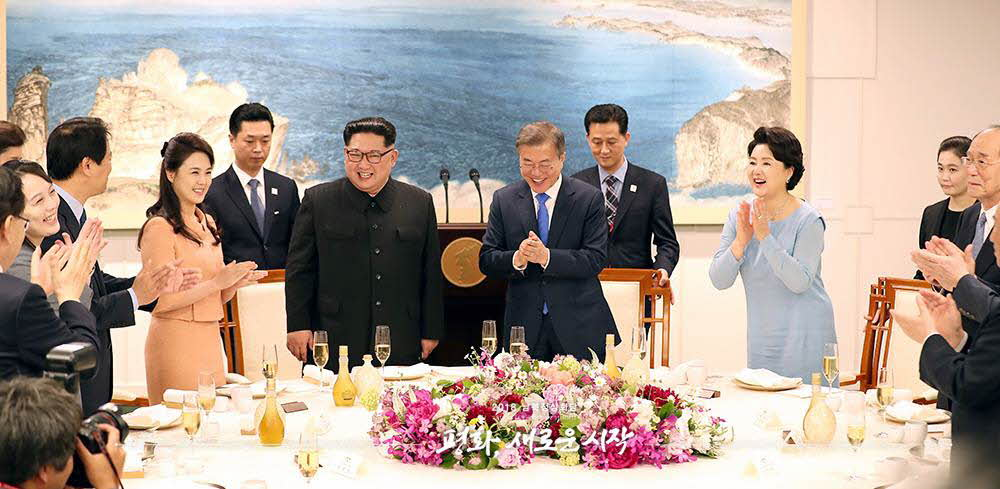
Kim e Moon cenano al vertice

Il 24 aprile 2018, il Ministero degli Esteri giapponese protestò presso l'Ambasciata della Repubblica di Corea nello Stato del Giappone, citando la comparsa di dessert denominati "Dokdo" sul menu della cena utilizzato durante il vertice. Dokdo è il nome coreano di un piccolo gruppo di isole, noto come Isole Takeshima in giapponese, a metà strada tra la Repubblica di Corea e il Giappone. È oggetto di una lunga controversia sulla sovranità. I dessert di mousse al mango erano accompagnati da decorazioni in stile coreano e una raffigurazione della penisola coreana che includeva le isole. Il 27 aprile 2018, Tarō Kōno, il ministro degli affari esteri giapponese, ha dichiarato di non ritenere necessario un dessert chiamato "Dokdo" e ha ribadito che il gruppo di isole è un territorio del Giappone. Nonostante la lamentela, i dessert Dokdo sono stati serviti sia a Moon Jae-in che a Kim Jong-un durante il vertice. Entrambi hanno anche aperto personalmente i loro dolci con piccole bacchette per simboleggiare una nuova relazione.

## Conferenza stampa e accordo congiunti

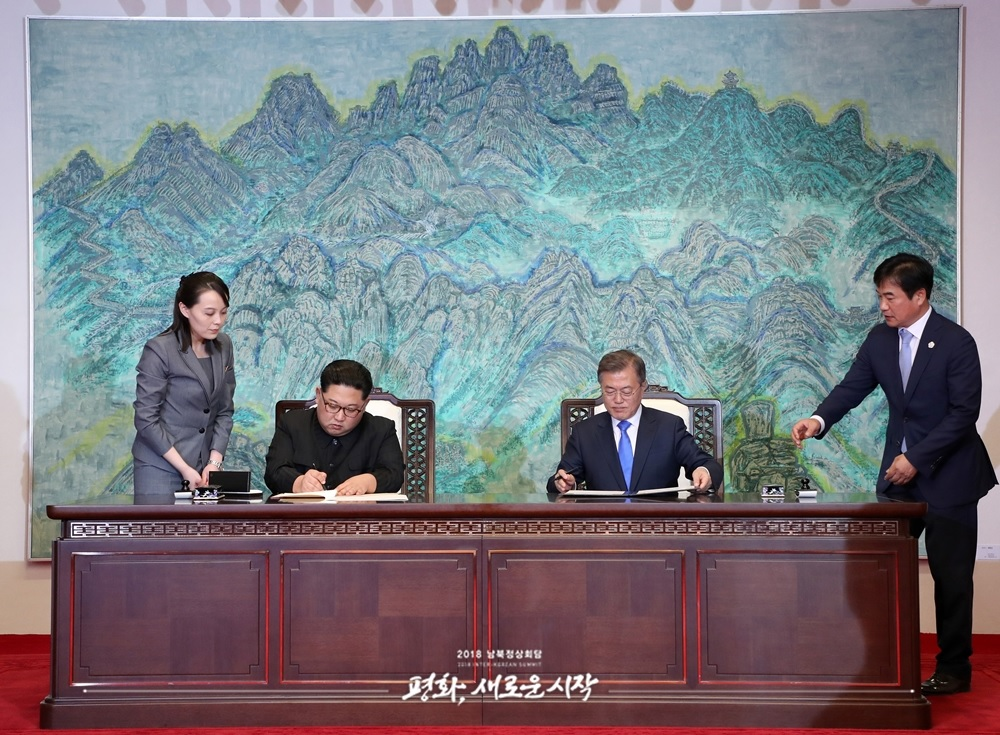
Kim e Moon firmano la Dichiarazione di Panmunjom

In una conferenza stampa congiunta, Kim e Moon hanno fatto una serie di impegni in materia di cooperazione e pace. In particolare, questi includevano l'impegno a lavorare per la denuclearizzazione della penisola coreana, sebbene Kim non accettasse esplicitamente di rinunciare alle armi nucleari del Nord. Inoltre i due leader hanno accettato, più avanti nell'anno, di convertire l'accordo di armistizio coreano in un trattato di pace completo, ponendo formalmente fine alla guerra di Corea dopo 65 anni. Inoltre, i leader si sono impegnati a porre fine alle "attività ostili" tra le loro nazioni, per la ripresa degli incontri di riunione per le famiglie divise, per migliorare le connessioni lungo il loro confine e per la cessazione delle trasmissioni di propaganda attraverso di esso. Questo accordo era noto come la Dichiarazione di Panmunjom per la pace, la prosperità e l'unificazione della penisola coreana ed è stato firmato da entrambi i leader nel villaggio di Panmunjom, nel sud della Corea. La conferenza stampa è stata trasmessa in diretta dalla televisione sudcoreana; tuttavia, la diretta non era disponibile in Corea del Nord dal momento che le leggi del paese vietano di trasmettere eventi in diretta che coinvolgono il suo capo.
I capi hanno promesso una maggiore comunicazione tra loro e che Moon visiterà Pyongyang verso la fine del 2018.

## Conseguenze
All'indomani del vertice, è stato concordato che gli altoparlanti nella zona demilitarizzata coreana sarebbero stati smantellati a partire dal 1º maggio. Questo impegno è stato adempiuto come previsto ed entrambe le parti si sono impegnate anche a terminare le loro campagne di palloncini propagandistici. Allo stesso tempo, la Corea del Nord ha accettato di riallineare il suo fuso orario con la Corea del Sud. Il 5 maggio, la Corea del Nord ha cambiato il suo fuso orario in modo che corrispondesse a quello della Corea del sud. Sempre il 5 maggio, un tentativo da parte dei disertori nordcoreani di proseguire la campagna di palloncini attraverso il confine dalla Corea del Sud è stato fermato dal governo sudcoreano.
Durante i Campionati mondiali di tennis da tavolo del 2018, le squadre di ping pong delle due Coree sono entrate separatamente, ma quando sono state accoppiate l'una contro l'altra ai quarti di finale dell'evento femminile, hanno negoziato invece di schierare una squadra comune per la semifinale, con l'accordo della Federazione internazionale di tennis da tavolo. La squadra della Corea ha perso contro il Giappone 3-0 in semifinale.

### Vertice di maggio 2018

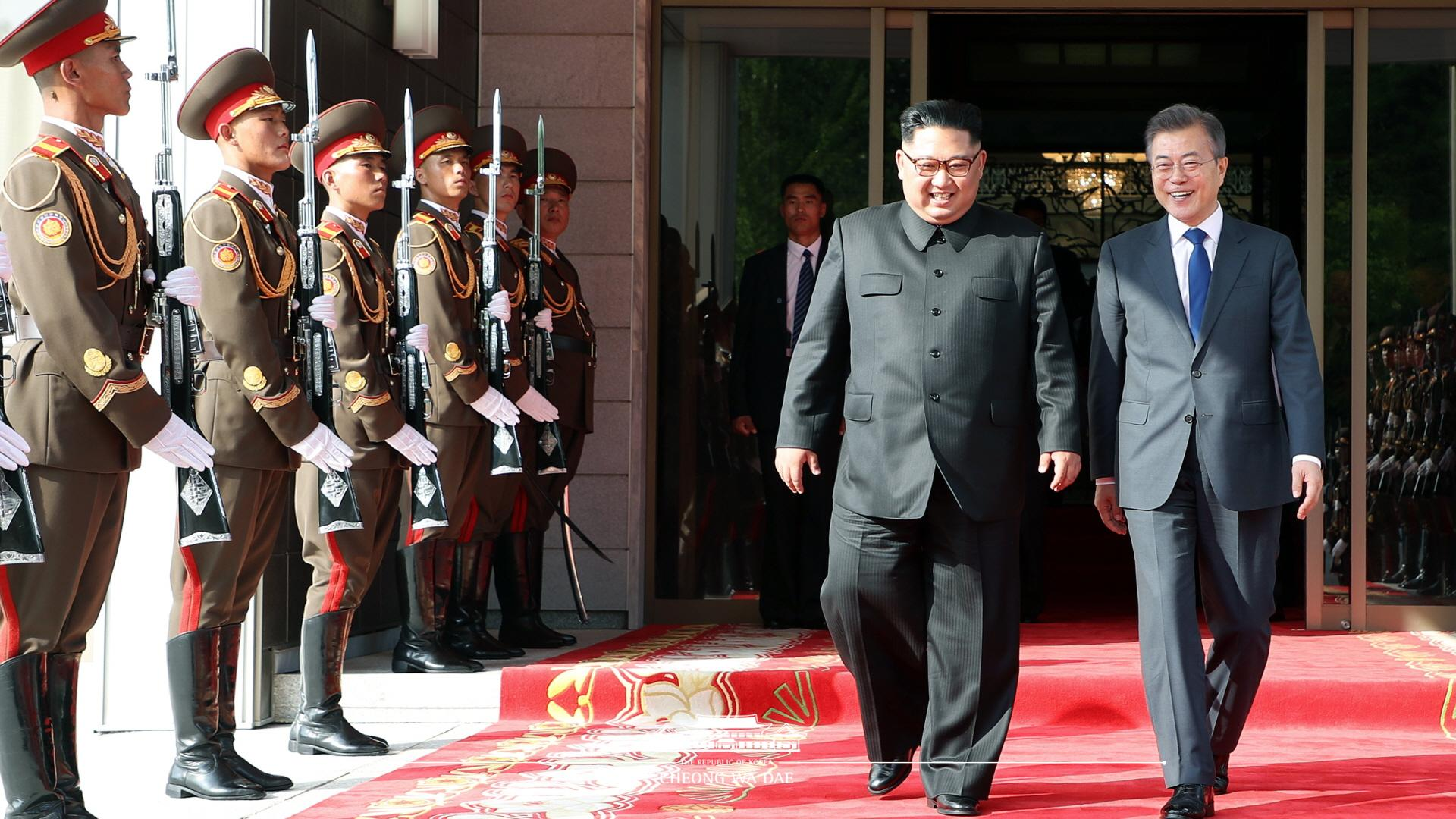
Kim e Moon al Vertice di maggio 2018 sul lato nord-coreano di Panmunjom

Il 26 maggio Kim e Moon si sono incontrati di nuovo nell'Area di sicurezza congiunta, questa volta nella parte nordcoreana del villaggio di Panmunjom. L'incontro è durato due ore e, a differenza di altri vertici, non era stato annunciato pubblicamente in anticipo. Le foto pubblicate dall'ufficio presidenziale della Corea del Sud hanno mostrato Moon arrivare sul lato settentrionale del villaggio della tregua di Panmunjom e stringere la mano alla sorella di Kim, Kim Yo-jong, prima di sedersi con Kim per il loro vertice. Moon era accompagnato dal suo capo spia, Suh Hoon, mentre Kim era affiancato da Kim Yong-chol, un ex capo dell'intelligence militare che ora è vice presidente del comitato centrale del partito al governo nordcoreano, incaricato delle relazioni inter-coreane. L'incontro è stato in gran parte incentrato sul prossimo summit del leader nordcoreano Kim Jong Un con il presidente degli Stati Uniti Donald Trump. Kim e Moon si abbracciarono anche prima che Moon tornasse in Corea del Sud. Moon ,successivamente, ha rivelato i dettagli del vertice in un discorso pubblico il 27 maggio.

### Vertice di settembre 2018
Il 13 agosto, venne annunciato che un terzo vertice inter-coreano del 2018 si terrà nella capitale nordcoreana di Pyongyang a settembre. L'incontro è stato progettato per sfruttare tutto ciò che è stato realizzato nei precedenti due vertici. Ri Son Gwon, il capo della delegazione nordcoreana, ha detto ai giornalisti che era già stata fissata una data specifica per il vertice, ma che volevano "tenere i reporter meravigliati." Il 31 agosto è stato annunciato che il presidente della Corea del Sud Moon Jae-In invierà una delegazione speciale alla Corea del Nord il 5 settembre per tenere più colloqui sul nucleare e organizzare il vertice. La delegazione è arrivata in Corea del Nord come da programma. È stato stabilito che il vertice si sarebbe tenuto per tre giorni e si sarebbe svolto tra il 18 settembre e il 20 settembre. Il vertice è stato ufficialmente tenuto durante le date programmate.